# 脱出アドベンチャー 終焉の黒い霧
『脱出アドベンチャー 終焉の黒い霧』（だっしゅつアドベンチャー しゅうえんのくろいきり）は、アークシステムワークスより2014年8月27日にニンテンドーeショップにて配信開始されたニンテンドー3DS用ゲームソフト。脱出アドベンチャーシリーズ第5作。
今作で第1シリーズは終了となり、次作「呪いの数列」から第2シリーズとなる。

## 登場人物
時野 若留（ときの わかる）
シリーズを通しての主人公で、私立逢魔学園高校1年生。
鍛冶野 彦道（かじの ひこみち）
私立逢魔学園高校1年生。若留の幼馴染。
須佐見 秀ノ介（すさみ しゅうのすけ）
私立逢魔学園高校。前回の事件（シアワセの赤い石）途中で行方不明になり、若留達は彼の安否を気遣っている。
月夜乃 境護（つきよの きょうご）

ユリカ（ゆりか）
若留達がゴーストタウンと化した大継町の中で出会った謎の少女。黒い霧に追われているようだが…?